# Pozuelo del Rey
Pozuelo del Rey är en kommun i Spanien. Den ligger i den autonoma regionen Madrid, i den centrala delen av landet, 30 km öster om huvudstaden Madrid. Antalet invånare är 1 292 (2024).